# Li Rui
Ne pas confondre avec Li Rui (mathématicien), mathématicien chinois.
Pour les articles homonymes, voir Li.
Li Rui, né le 13 avril 1917 dans la province du Hunan en Chine et mort le 16 février 2019 à Beijing en Chine, est un homme politique chinois. 
Il participe au Mouvement démocratique chinois.

## Biographie
Vice-ministre des Travaux hydrauliques en 1958, Li Rui devient un des secrétaires personnels de Mao Zedong.
En 1959, il est exclu du parti communiste chinois, après la conférence de Lu Shan pour avoir, avec Peng Dehuai, dénoncé les erreurs du Grand Bond en avant. Li Rui restera vingt ans en prison et dans des camps de travail.
Li Rui est réhabilité en 1979, il redevint vice-ministre des Travaux hydrauliques et de l'Électricité.
En 1989, lors des manifestations de la place Tian'anmen, il soutient Zhao Ziyang qui s'oppose à la répression du mouvement démocratique. Il perd alors l'ensemble de ses responsabilités politiques.
En 2010, Li Rui signe avec d'anciens cadres du Parti une lettre ouverte dénonçant le manque de liberté d'expression en Chine. Cette lettre ouverte sera rapidement censurée. Les signataires indiquent : « Si le Parti communiste ne se réforme pas lui-même, s'il ne se transforme pas, il perdra sa vitalité et mourra de mort naturelle ».
Li Rui préconise une réforme du système politique chinois en instituant la démocratie au sein du parti communiste. Ainsi, lors des élections le nombre de candidats devrait être supérieur au nombre de postes à pourvoir.
En 2018, il critique la révision constitutionnelle abolissant la limite de deux mandats présidentiels permettant ainsi de fait une présidence à vie pour Xi Jinping.

## Ouvrages
- Les premières activités révolutionnaires du camarade Mao Zedong  Pékin, Éditions du Peuple, 1957 ; traduit en anglais en 1977, Armonk, M.E. Sharpe[8].
- Li Rui on Mao Tze Dong (李銳談毛澤東), 2005,  (ISBN 988-98282-2-7)[9].
- Lu San Meeting Records 《廬山會議實錄》春秋出版社 ， (ISBN 7-5069-0199-4)